# Domaševo
Domaševo (cyr. Домашево) – wieś w Bośni i Hercegowinie, w Republice Serbskiej, w mieście Trebinje. W 2013 roku liczyła 39 mieszkańców.